# 立川市
立川市（日语：／ Tachikawa shi */?），是位於日本東京都多摩地區的市。東京都特別區部通勤率達17.6%（2010年「平成22年國勢調査」）。

## 概要

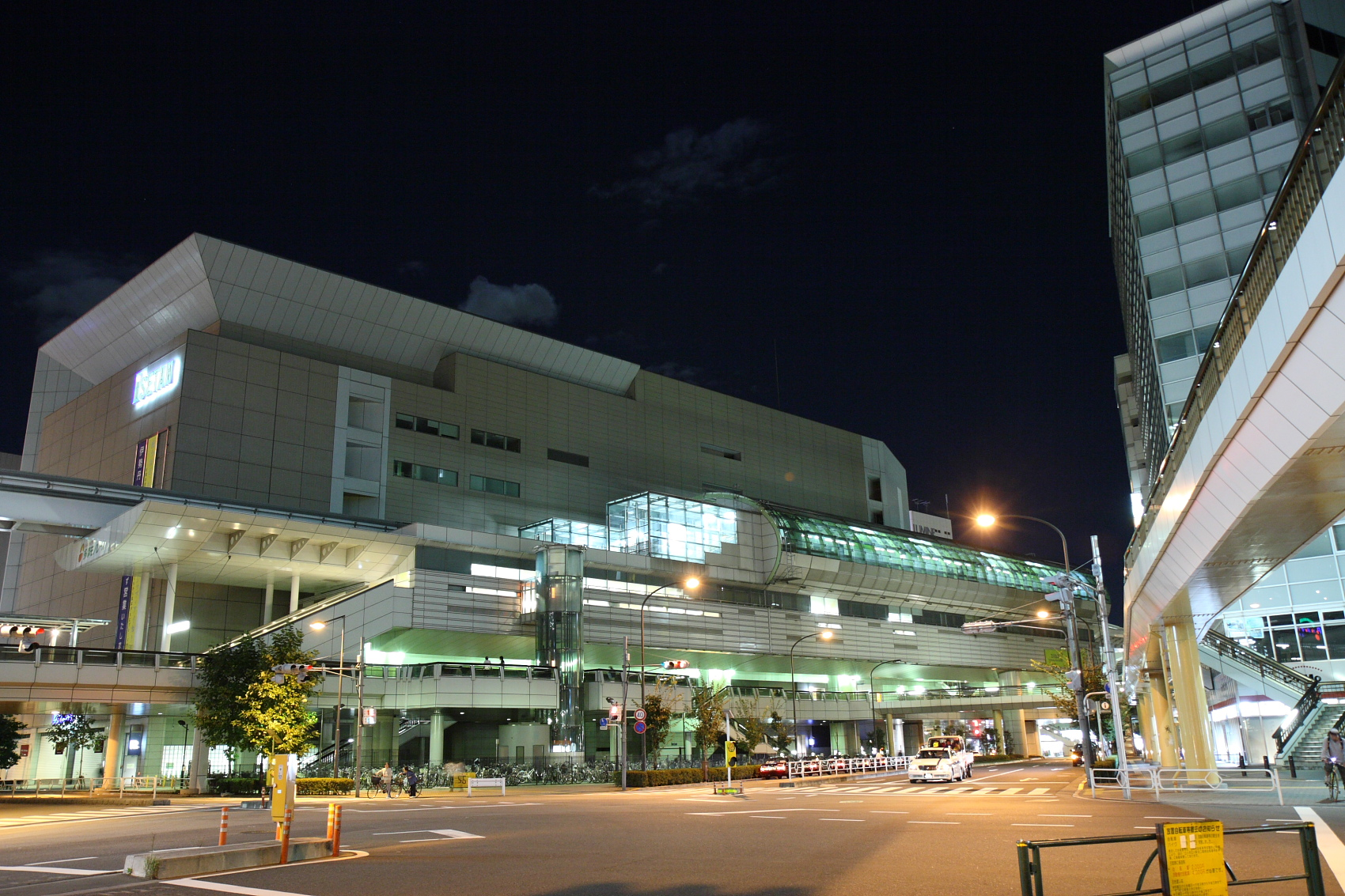
立川站、立川北站周邊

立川市位在東京都（去除島嶼地區）的中央偏西、在多摩川中游左岸的武藏野台地上。
市內有JR中央本線、南武線、青梅線可到達、為多摩地區乘車人數最多的立川站，與連結多摩地區南北的多摩都市單軌電車立川北站、立川南站，是擁有400萬人的東京三多摩地區中心都市，商業與辦公機能發達。在多摩地域與町田站、吉祥寺站、八王子站一同發展，但因單軌電車與辦公商區的存在使得立川站展現近未來都市的面貌。本市被指定為2001年「東京新都市營造願景」的核都市。立川站搭乘中央線特別快速電車至東京站約40分，至新宿站約25分。
江戶時代以前為甲州街道與五日市街道旁的村落。明治時代在板谷元右衛門積極招募下，1889年甲武鐵道開通新宿～立川區間，從此立川市域南部的立川站成為終點站。1922年日本陸軍立川飛行場設立，各種商業、工業隨之發展，奠立了今日的繁榮基礎。
農業方面，独活是立川的特產品。
身為防災都市的立川市擁有可作為緊急災害對策本部的立川廣域防災基地。本市在指定為業務核都市後，舊文部省、舊自治省將5座研究、研修機關移至立川，東京地裁立川支部等也從八王子遷入，成為三多摩地區的中核都市。擁有多座公共藝術設施的商業地區FARET立川則是市內文化、藝術之街。
立川市是「學園都市」的原型,「魔法禁書目錄」、「科學一方通行」、「科學超電磁砲」系列均在此取景。

## 地理
位於武藏野台地上，市域大致平坦，南部多摩川可見立川崖線，東北端可見國分寺崖線。地勢北高南低。南北向的殘堀川流經市內，河道旁有立川斷層通過。

### 鄰接的自治體
- 東 - 國立市、國分寺市、小平市
- 北 - 東大和市、武藏村山市
- 西 - 昭島市、福生市
- 南 - 日野市

### 地域

#### 立川南地域
- 羽衣町（日语：羽衣町 (立川市)）（はごろもちょう）一丁目～三丁目
- 錦町（日语：錦町 (立川市)）（にしきちょう）一丁目～六丁目
- 柴崎町（日语：柴崎町）（しばさきちょう）一丁目～六丁目
- 富士見町（日语：富士見町 (立川市)）（ふじみちょう）一丁目～七丁目

#### 立川北地域
- 曙町（日语：曙町 (立川市)）（あけぼのちょう）一丁目～三丁目
- 高松町（日语：高松町 (立川市)）（たかまつちょう）一丁目～三丁目
- 綠町（日语：緑町 (立川市)）（みどりちょう）

#### 砂川東地域
（舊砂川町域於1970年至1972年設置的町丁）
- 榮町（日语：栄町 (立川市)）（さかえちょう）一丁目～六丁目
- 泉町（日语：泉町 (立川市)）（いずみちょう）
- 若葉町（日语：若葉町 (立川市)）（わかばちょう）一丁目～四丁目
- 幸町（日语：幸町 (立川市)）（さいわいちょう）一丁目～六丁目
- 柏町（日语：柏町 (立川市)）（かしわちょう）一丁目～五丁目

#### 砂川西地域
（舊砂川町域於1981年以後設置的町丁與作為町丁的砂川町）
- 砂川町（日语：砂川町 (立川市)）（すながわちょう）一丁目～八丁目
- 上砂町（日语：上砂町）（かみすなちょう）一丁目～七丁目
- 一番町（日语：一番町 (立川市)）（いちばんちょう）一丁目～六丁目
- 西砂町（日语：西砂町）（にしすなちょう）一丁目～七丁目

## 歷史

### 地名的由來
關於立川地名的由來有兩說：
- 在古武藏國府位於現在的府中市時，由府中望向現在的多摩市有一座東西向的山，稱為多摩的橫山（多摩の横山，現多摩丘陵（日语：多摩丘陵）），從這多摩的橫山往多摩川望去，南北向區段（現在立川、日野附近）稱之為立之河（立の河）。立之河之後再逐漸的轉化為現在的立川。
- 因地方豪族立川氏（日语：立川氏）在現在普濟寺（日语：普済寺 (立川市)）築城，因此稱之為立川。

### 簡史
- 繩文時代：多摩川沿岸的台地上形成大和田遺跡等村落。
- 平安時代：立川氏成為地頭（領主），一直到戰國時代末期都領有此地。
- 1455年（享德4年～康正元年）： 分倍河原之戰，鎌倉公方足利成氏在立河原進行追撃戰，敵大將上杉憲秋（日语：上杉憲秋）在此地身受重傷，於高幡不動（日语：金剛寺 (日野市)）自殺。
- 1504年（文龜4年～永正元年）： 立河原之戰（日语：立河原の戦い）。關東管領上杉顯定（日语：上杉顕定）大軍敗給上杉朝良（日语：上杉朝良）、今川氏親、北條早雲聯合軍。
- 1600年代：隨著玉川上水的開通，在砂川一帶開始進行新田開發，五日市街道的周邊開始形成村落。
- 1889年：町村制施行，同時成立神奈川縣北多摩郡立川村與砂川村。甲武鐵道（現JR中央線）新宿～立川間開通。
- 1893年：自神奈川縣改由東京府管轄。
- 1922年：設置日本陸軍飛行第5連隊的立川飛行場。
- 1923年：立川村施行町制改為立川町。
- 1940年：立川町施行市制改為立川市。
- 1945年：日本戰敗後美軍接收立川飛行場，設立立川基地。立川因為是基地所在地而為全國所知。
- 1950年：韓戰爆發。立川基地成為美軍出擊的據點。
- 1954年：砂川村施行町制改為砂川町。
- 1955年：發表立川基地擴張計畫。「砂川町基地擴張反對同盟」成立。
- 1956年：發生砂川鬥爭[1]。
- 1963年：砂川町編入立川市。
- 1969年：立川基地擴張計畫中止。
- 1965年：越南戰爭爆發。立川基地再次成為美軍出擊的據點。第二次砂川鬥爭再起。
- 1968年：西武鐵道拜島線玉川上水～拜島間開通。
- 1977年：美軍轉移至橫田基地。立川基地返還日本，改為陸上自衛隊立川駐屯地（日语：立川駐屯地）、國營昭和紀念公園、立川廣域防災基地（日语：立川広域防災基地）等。
- 1994年：立川基地原址的一部份開發FARET立川（日语：ファーレ立川）。
- 1998年：多摩都市單軌電車立川北～上北台間開通。
- 2000年（平成12年） ：多摩都市單軌電車立川北站〜多摩中心站間開通。
- 2010年（平成22年） 5月6日：市役所從錦町3丁目2番26號（1958年（昭和33年）落成）移至泉町1156番地之9。

## 人口
| 立川市人口分布圖 |                                               |  |
| 立川市與日本全國年齡別人口分布比較圖 （2005年資料） | 立川市的年齡、男女別人口分布圖 （2005年資料） |  |
| ■紫色是立川市 ■綠色是全国 | ■藍色是男性 ■紅色是女性                       |  |
| 立川市人口變化 \| 1970年 \| 117,057人 \| \| \| 1975年 \| 138,129人 \| \| \| 1980年 \| 142,675人 \| \| \| 1985年 \| 146,523人 \| \| \| 1990年 \| 152,824人 \| \| \| 1995年 \| 157,884人 \| \| \| 2000年 \| 164,709人 \| \| \| 2005年 \| 172,566人 \| \| \| 2010年 \| 179,668人 \| \| \| 2015年 \| 176,295人 \| \| \| 2020年 \| 183,581人 \| \| |                                               |  |
| 資料來源：日本總務省統計中心提供之人口普查數據 |                                               |  |
| 1970年 | 117,057人                                     |  |
| 1975年 | 138,129人                                     |  |
| 1980年 | 142,675人                                     |  |
| 1985年 | 146,523人                                     |  |
| 1990年 | 152,824人                                     |  |
| 1995年 | 157,884人                                     |  |
| 2000年 | 164,709人                                     |  |
| 2005年 | 172,566人                                     |  |
| 2010年 | 179,668人                                     |  |
| 2015年 | 176,295人                                     |  |
| 2020年 | 183,581人                                     |  |

### 日夜間人口
2005年夜間人口（居住者）為172,563人，日間人口193,465人，為夜間的1.121倍。往外地的通勤者、通學生有46,380人，市外往市內的通勤者有67,332人。市外往市內的學生有8,931人，市內往外地的通學生則有8,981人。

## 行政

### 市長
- 清水庄平（しみず しょうへい）
  - 選出日 - 2007年9月2日

### 市議會
- 席次：28人  現有：27人
- 2014年10月21日資料

| 黨派               | 席次 | 議員名（☆為議長 ★為副議長）                                                          |
| ------------------ | ---- | ------------------------------------------------------------------------------------ |
| 立川自民黨、安進會 | 8    | 佐藤寿宏、中山ひと美、古屋直彦、☆須﨑八朗、木原 宏、安東太郎、江口元気、松本あきひろ |
| 公明黨             | 7    | 福島正美、高口靖彦、★伊藤幸秀、山本みちよ、門倉正子、大沢純一、瀬 順弘               |
| 日本共產黨         | 5    | 上條彰一、浅川修一、永元須摩子、中町 聡、若木早苗                                    |
| 民主、市民論壇     | 4    | 太田光久、伊藤大輔、梅田春生、大石ふみお                                             |
| 立川生活者網路     | 2    | 稲橋ゆみ子、谷山きょう子                                                             |
| 綠黨立川           | 1    | 大沢 豊                                                                              |

## 國政、都政

### 國政
在日本日本眾議院小選舉區選舉當中屬於東京21區（立川、昭島、日野）。近年選出的議員如下：
- 2012年12月（第46回眾議院議員總選舉）
  - 長島昭久（日语：長島昭久）（民主）
  - 小田原潔（日语：小田原潔）（自民）（比例區復活）

### 都政
本市是單獨的選舉區。應選名額為2人。近年選出的議員如下：
- 2013年6月
  - 清水孝治（自民）
  - 酒井大史（民主）

## 公共機關

### 立川廣域防災基地
立川廣域防災基地是南關東直下地震（首都直下地震）等大規模災害發生時進行廣域對應的緊急據點。以立川飛行場與內閣府立川災害對策本部預備設施為中心，聚集自衛隊、東京消防廳、警視廳、醫療機關等設施，是可成為以內閣總理大臣擔任本部長的緊急災害對策本部。國立醫院機構災害醫療中心是災害派遣醫療隊（DMAT）進行培訓的災害據點醫院，在東日本大震災中擔任全國DMAT的總司令部。此外，法院等國家設施也聚集在基地周邊。

### 防衛省、自衛隊
- 立川駐屯地（日语：立川駐屯地）（東部方面航空隊、第1飛行隊等）
- 東立川駐屯地（日语：東立川駐屯地）（地理情報隊、航空裝備研究所等）

### 海上保安廳
- 海上保安試驗研究中心

### 警察（警視廳）

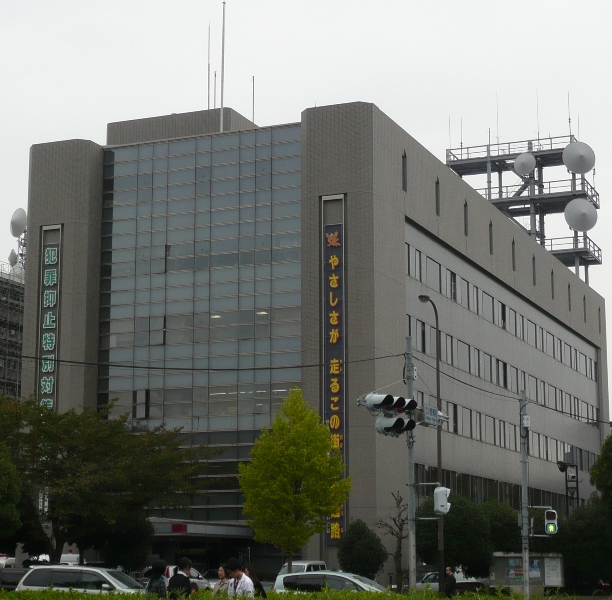
立川警察署

- 通信指令本部（日语：110番）多摩指令中心
- 第八方面本部
- 第八方面交通機動隊（日语：交通機動隊）
- 第八方面汽車巡邏隊（日语：自動車警ら隊）
- 立川警察署（日语：立川警察署）
  - 交番11所、駐在所3所
- 第三機動捜査隊（日语：機動捜査隊）
- 第四機動隊（日语：機動隊）
- 特殊救助隊
- 航空隊立川飛行中心
- 鐵道警察隊（日语：鉄道警察隊）立川分駐所
- 立川少年中心

### 消防（東京消防廳）
- 多摩災害救急情報中心（日语：災害救急情報センター）
- 第八消防方面本部（日语：東京消防庁第八消防方面本部）
- 第八消防方面本部消防救助機動部隊（日语：消防救助機動部隊）
- 立川消防署
  - 錦町出張所
  - 砂川出張所
- 航空隊本部

### 司法
- 地方裁判所、家庭裁判所及簡易裁判所、檢察審査會合同廳舍
  - 東京地方裁判所立川支部
  - 東京家庭裁判所立川支部
  - 立川簡易裁判所
  - 立川檢察審査會（日语：検察審査会）

八王子市的東京地方裁判所與東京家庭裁判所八王子支部因建物老化，2009年4月20日移往位於原美軍立川基地的裁判所廳舍，改為立川支部，立川簡易裁判所與八王子檢察審査會也移入同棟廳舍，後者改為立川檢察審査會。
立川第二法務總合廳舍則有八王子市的東京地方檢察廳八王子支部、青梅區檢察廳入駐，地檢八王子支部改為立川支部，立川區檢察廳也從本市錦町移入。
此外泉町新設立立川拘置所，2009年6月起收容府中刑務所八王子拘置支所的入監者，八王子拘置支所廢止。

### 國家行政機關
- 法務省東京法務局（日语：東京法務局）立川出張所
- 法務省東京矯正管區（日语：東京矯正管区）立川拘置所
- 法務省東京保護觀察所（日语：保護観察所）立川支部
- 法務省東京入國管理局立川出張所
- 東京地方檢察廳（日语：東京地方検察庁）立川支部
- 立川區檢察廳（日语：立川区検察庁）
- 青梅區檢察廳（日语：青梅区検察庁）
- 財務省關東財務局東京財務事務所立川出張所
- 財務省東京稅關立川出張所
- 國稅廳東京國稅局立川稅務署
- 厚生勞動省東京勞動局立川勞動基準監督署
- 厚生勞動省東京勞動局立川公共職業安定所
- 國土交通省關東地方整備局國營昭和紀念公園事務所
- 國土交通省關東地方整備局甲武營繕事務所

### 都行政機關
- 総務局（日语：東京都総務局）立川地域防災中心
- 主税局（日语：東京都主税局）立川都稅事務所
- 生活文化局多摩消費生活中心
- 都市整備局（日语：東京都都市整備局）多摩建築指導事務所
- 環境局（日语：東京都環境局）多摩環境事務所
- 福祉保健局（日语：東京都福祉保健局）多摩立川保健所
- 福祉保健局立川兒童相談所
- 產業勞動局農業振興事務所
- 建設局（日语：東京都建設局）北多摩北部建設事務所
- 水道局（日语：東京都水道局）多摩水道改革推進本部
- 水道局立川服務站
- 下水道局流域下水道本部
- 教育廳（日语：東京都教育庁）西部學校經營支援中心

### 醫療
- JR立川站周邊有許多綜合醫院。

- 國立醫院機構災害醫療中心
- 國家公務員共濟組合聯合會立川醫院（共濟立川醫院）
- 立川相互醫院
- 立川中央醫院
- 川野醫院

### 研究、培訓

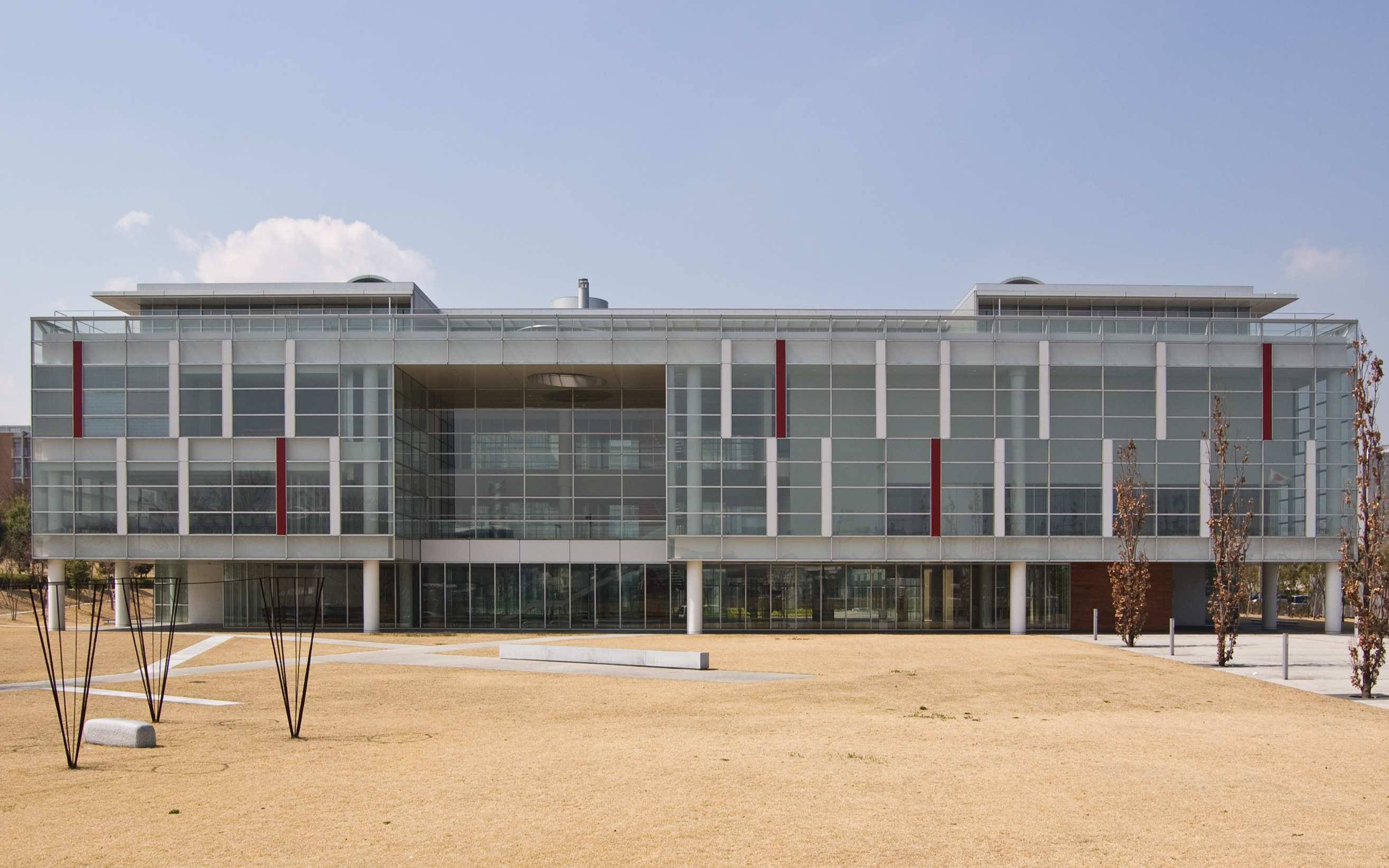
國立國語研究所

- 國立國語研究所（大學共同利用機關法人 人間文化研究機構（日语：人間文化研究機構））
- 國文學研究資料館（日语：国文学研究資料館）（大學共同利用機關法人 人間文化研究機構）
- 國立極地研究所（日语：国立極地研究所）（大學共同利用機關法人 情報、系統研究機構（日语：情報・システム研究機構））
- 統計數理研究所（日语：統計数理研究所）（大學共同利用機關法人 情報、系統研究機構）
- 東京都農林總合研究中心（日语：東京都農林総合研究センター）（公益財團法人東京都農林水產振興財團）
- 總務省自治大學校（日语：自治大学校）

### 電力、瓦斯
- 東京電力立川支社
- 東京瓦斯多摩支店

## 文化設施

### 國營公園
- 國營昭和紀念公園

### 公園
- 立川公園（根川綠道）
- 諏訪之森公園
- 見影橋公園
- 砂川公園
- 川越道綠地
- 榮綠地
- 高松第三公園

### 圖書館
（立川市圖書館）

| - 中央圖書館 - 柴崎圖書館 - 上砂圖書館 | - 幸圖書館 - 西砂圖書館 - 多摩川圖書館 | - 高松圖書館 - 錦圖書館 - 若葉圖書館 |

（其他）
- 東京都立多摩圖書館

### 博物館、美術館、資料館
- 昭和天皇記念館（日语：昭和天皇記念館）（國營昭和紀念公園內）
- 歷史民俗資料館
- 川越道綠地 古民家園
- 多摩川未來園（たまがわ・みらいパーク）
- 東京消防廳立川都民防災教育中心（立川防災館）
- 立川市中央圖書館

### 會館
- 立川市市民會館 - 多摩信用金庫（日语：多摩信用金庫）取得命名權，2014年1月起更名為「多摩信RISURU會館」（たましんRISURU（リスル）ホール）
- 東京都立多摩社會教育會館
- アイムホール - 立川市女性總合中心 アイム

### 運動設施
棒球

| - 立川公園棒球場 - 見影橋公園棒球場 - 泉町棒球場 （泉體育館） | - 多摩川綠地棒球場 - 中里棒球場 - 一番町少年棒球場 | - 立川公園 新堤防運動廣場（陸上競技場） - 砂川中央地區 北棒球場 - 砂川中央地區 支所東棒球場 |

| 網球 - 泉町網球場 - 砂川中央地區 支所前網球場 - 西砂網球場 - 錦町網球場（兼錦町五人制足球場） | 陸上競技場 - 立川公園陸上競技場 | 槌球場 - 泉町槌球場 - 砂川中央地區支所前 槌球場 - 砂川中央地區支所東 槌球場 |

| 多功能運動廣場 - 中里多功能運動廣場 - 砂川中央地區支所前 多功能運動廣場 - 砂川中央地區北 多功能運動廣場 | 五人制足球場 - 錦町五人制足球場（兼錦町網球場） | 武道場 - 練成館 | 體育館 - 泉市民體育館 - 柴崎市民體育館 |

### 賭博
- 市營立川競輪場（日语：立川競輪場）
- JRA WINS立川（日语：場外勝馬投票券発売所）

## 觀光

### 活動、祭典
- 立川城市半馬拉松（立川シティハーフマラソン）（每年3月）
- 東京TAMA音樂祭（每年4月、國營昭和紀念公園）
- 立川佛朗明哥（立川フラメンコ）（每年5月）
- 立川祭國營昭和紀念公園花火大會（日语：立川まつり国営昭和記念公園花火大会）（每年7月最後一個星期六、國營昭和紀念公園）
- 立川夏祭（每年8月）
- 立川美好祭（立川よいと祭り）（每年8月）
- 羽衣睡魔祭（羽衣ねぶた祭）（每年8月）
- 富士見夏祭（每年8月）
- 曙町（日语：曙町 (立川市)）祭禮遊行（每年8月）
- 西砂川地域接觸松明祭（每年8月）
- 立川跳蚤市場村（每年10月 - 11月、立川競輪場）
- 立川南口站前欅點燈（每年11月 - 1月）

### 神社、寺院
- 普濟寺（日语：普済寺 (立川市)）
- 諏訪神社
- 阿豆佐味天神社

### 電影委員會
電影委員會主要目的是透過電影與電視劇拍攝，將立川宣傳給大眾。
主要攝影作品
| 上映時間   | 類別   | 作品                       | 演員、導演                             | 攝影場所等               |
| ---------- | ------ | -------------------------- | -------------------------------------- | ------------------------ |
| 2005年8月  | 電影   | 戰後60年紀念作品「同窗會」 | 加藤剛、愛川欽也、導演向井寛           | 根川綠道、立川公園棒球場 |
| 2006年3月  | 電視劇 | 女王的教室特別篇           | 天海祐希                               | 多摩川未來園等           |
| 2007年1月  | 電影   | 魂萌え                     | 風吹純、三田佳子、豐川悅司、常盤貴子等 | 燦燦路、FARET立川等      |
| 2007年1月  | 電視劇 | 假面騎士電王               | 田﨑龍太、長石多可男、坂本太郎等       | 立飛企業                 |
| 2008年4月  | 電視劇 | 極道鮮師3                  | 仲間由紀惠、3年D組學生                 | 市內全域                 |
| 2008年7月  | 電視劇 | 家長是怪獸                 | 米倉涼子、平岡祐太、佐佐木藏之介等     | 燦燦路等                 |
| 2008年10月 | 電視劇 | 改造老師大作戰             | Hey! Say! JUMP、上地雄輔等             | 多摩川未來園等市內       |
| 2009年11月 | 電視劇 | 相棒Season 8               | 水谷豐、及川光博                       | 柴崎學習館、西砂川地域   |
| 2010年4月  | 電視劇 | 推特男女                   | 瑛太、上野樹里                         | 根川綠道等               |

### 名產
- 立川獨活 - 日本重要獨活產地，產量為都內第一[4]。
- 關東煮蕎麥麵、烏龍麵

### 其他
- 迷你網球 - 由前立川市職員天野氏考察後引進的一種老年人也可以進行的運動。使用較一般網球拍柄短的球拍與大約手掌張開大小與沙灘球類似的球，在體育館進行活動。可以使用一般羽毛球場地，使得費用大幅下降，因而在全國普及起來。[5]

## 教育、研究

### 小學
- 第一小學（日语：立川市立第一小学校）
- 第二小學
- 第三小學
- 第四小學
- 第五小學
- 第六小學
- 第七小學
- 第八小學（日语：立川市立第八小学校）
- 第九小學
- 第十小學
- 櫸台小學（日语：立川市立けやき台小学校）
- 西砂小學
- 新生小學 - 在平成16年由南富士見小學與多摩川小學合併而來
- 南砂小學
- 若葉小學
- 幸小學
- 松中小學
- 大山小學
- 柏小學
- 上砂川小學（實施兩學期制）[6]

### 中學
市立中學全部都是兩學期制
- 市立
  - 立川第一中學（日语：立川市立立川第一中学校）
  - 立川第二中學
  - 立川第三中學
  - 立川第四中學
  - 立川第五中學
  - 立川第六中學
  - 立川第七中學
  - 立川第八中學
  - 立川第九中學（日语：立川市立立川第九中学校）

### 高等學校
- 都立
  - 立川高等學校（日语：東京都立立川高等学校） - 舊制二中。多摩地區都立學校中排行最前面的學校之一。各界人材輩出。
  - 立川國際中等教育學校（日语：東京都立立川国際中等教育学校） - 多摩地區第一所都立中高一貫校。
  - 砂川高等學校（日语：東京都立砂川高等学校）
- 私立
  - 昭和第一學園高等學校（日语：昭和第一学園高等学校）
  - 立川女子高等學校
  - 星槎國際高等學校（日语：星槎国際高等学校）

### 專修學校
- 大原簿記法律專門學校立川校（日语：学校法人大原学園）
- 國際製菓專門學校 立川本校
- 關東柔道整復專門學校
- 關東復健（リハビリテーション）專門學校
- 國立醫院機構災害醫療中心附屬昭和之森看護學校

- 專修學校河合塾（日语：河合塾）立川校

### 大學
- 國立音樂大學

### 各種學校
- 西東京朝鮮第一初中級學校

### 學校教育以外的設施
- 自治大學校（日语：自治大学校）[7]
- 東京都多摩教育中心

## 經濟

### 笧業
就業人數（平成22年國勢調査）
- 第1級產業    672( 1.0%)
- 第2級產業 13,083(18.7%)
- 第3級產業 56,040(80.3%)

### 本社、本店設於本市的企業

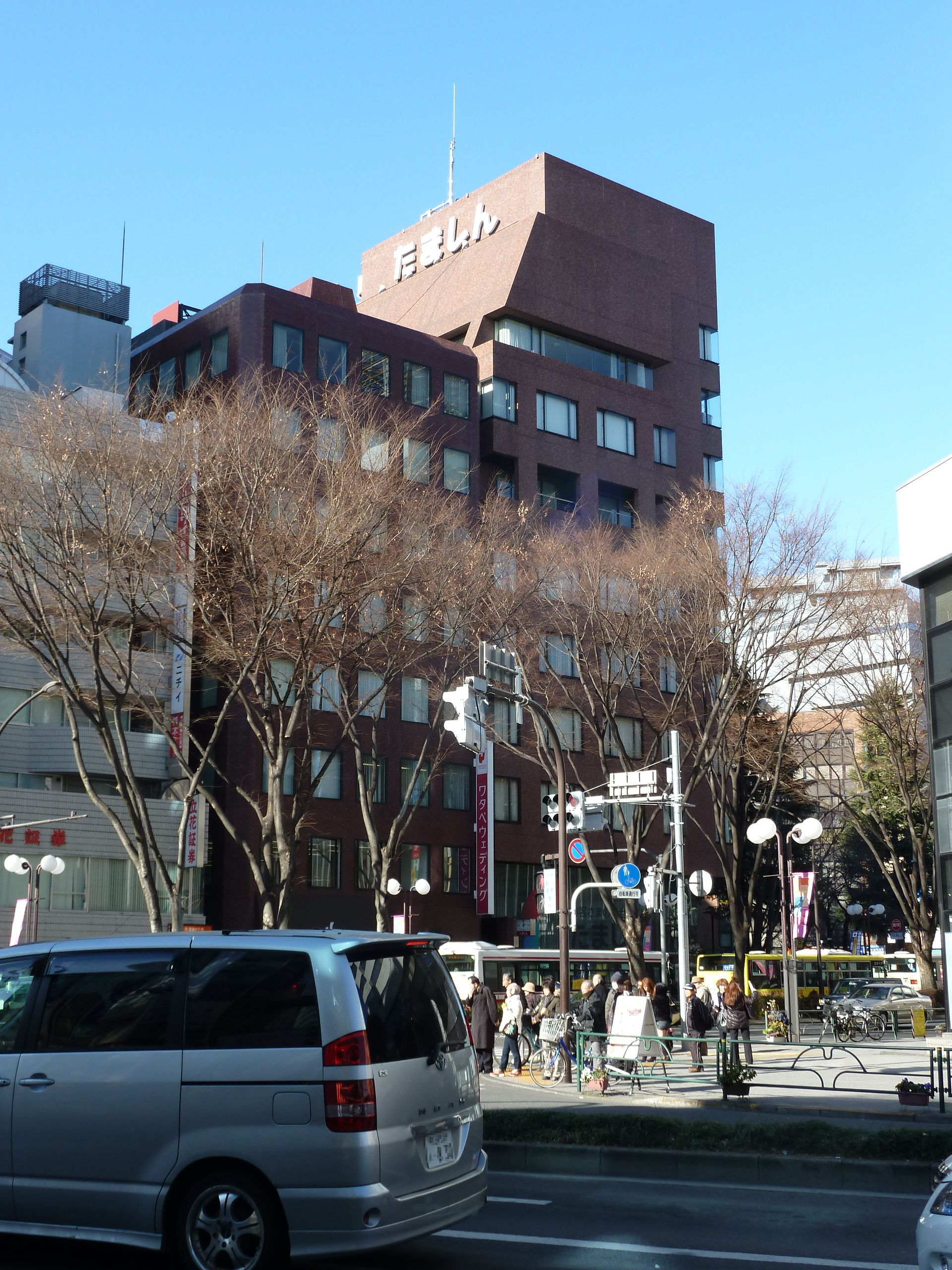
多摩信用金庫本店

- 味之民藝食品服務（日语：味の民芸フードサービス）
- 稻毛屋（日语：いなげや）
- Welpark（日语：ウェルパーク）
- ORION書房（日语：オリオン書房）
- CINEMA CITY（日语：シネマシティ）
- Ceremore（日语：セレモア）
- 立飛企業
- 新立川航空機
- 立川巴士（日语：立川バス）
- 多摩信用金庫（日语：多摩信用金庫）
- 多摩都市單軌電車
- 日本Falcom
- BeXide（日语：ビサイド (ゲーム会社)）
- 壽屋

### 農業
日本重要獨活產地，五日市街道周邊有多樣農畜產品。此外，市內有兩所JA東京綠農產品直銷所。

### 工業
主要事業所
- 新立川航空機
- MIMY電子（日语：ミミー電子）
- 超音波工業（日语：超音波工業）
- 橫河儀表儀器（日语：横河メータ&インスツルメンツ）
- JAMCO（日语：ジャムコ）航空機內飾公司

### 商業
百貨店、購物商場
- LUMINE
- 伊勢丹（伊勢丹第一間分店）
- FROM中武（日语：フロム中武）（地方商業承租大樓）
- 高島屋

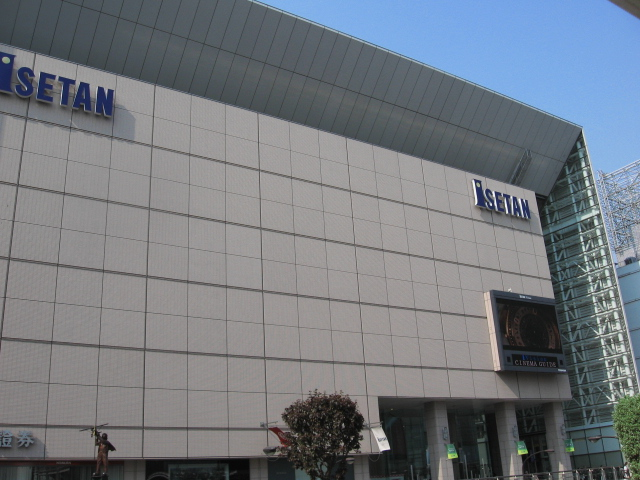
伊勢丹立川店

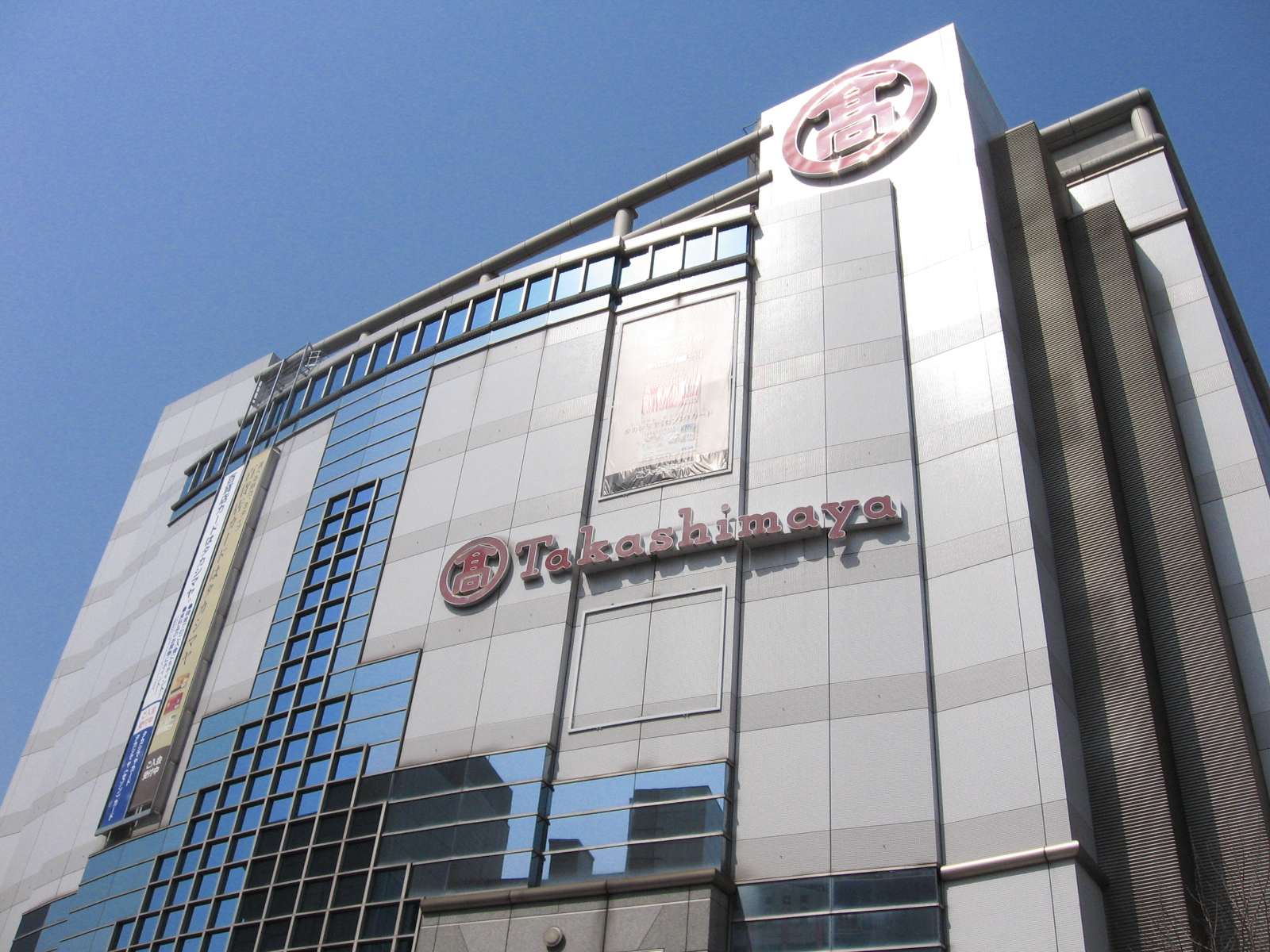
高島屋立川店

- PARK AVENUE（地方商業承租大樓）
- AREAREA（日语：アレアレア）（立川站南口再開發的大型商業大樓）
  - 拉麵廣場（美食主題館）
- GRANDUO（日语：グランデュオ）（立川站南口的JR東日本車站大樓）
- ecute（ecute第一間車站外的店鋪）
- 若葉KEYAKI MALL（日语：若葉ケヤキモール）

超市
- 西友
- 稻毛屋（日语：いなげや）
- 東急store（日语：東急ストア）
- 京王store（日语：京王ストア）
- 成城石井

五金店、家具店、雜貨店、家電量販店
- Keiyo D2（日语：ケーヨー）
- 大塚家具（日语：大塚家具）
- 宜家家居
- Loft
- 必酷（日语：ビックカメラ）
- Sofmap
- 山田電機
- K's電氣（日语：ケーズホールディングス）

書店、唱片行、影碟出租店
- ORION書房（日语：オリオン書房）
- 熊澤書店（日语：くまざわ）
- Bookoff（日语：ブックオフコーポレーション）
- HMV
- TSUTAYA

飯店
- 立川大酒店（立川グランドホテル）（國際飯店系列）
- The Crest飯店立川（ザ・クレストホテル立川）（帝國飯店集團）
- 立川皇宮飯店（日语：パレスホテル立川）
- 立川Regent飯店（立川リージェントホテル）
- SUPER HOTEL東京JR立川北口
- METS飯店（日语：ホテルメッツチェーン）立川（JR東日本集團）
- 立川華盛頓酒店（日语：ワシントンホテル (藤田観光)）（藤田觀光集團）
- 立川都會飯店（立川アーバンホテル）本館、別館（東京西飯店集團）
- Royal Authentic飯店立川（ホテルロイヤルオーセンティック立川）
- Rex飯店立川（ホテルレックス立川）
- 立川飯店
- 昭和飯店
- 商務飯店譽（ビジネスホテルほまれ）
- 東橫INN立川站北口
- 西立川商務飯店

娛樂設施
- CINEMA CITY（日语：シネマシティ）（獨立影院）

金融機關
銀行
- 瑞穗銀行…立川市指定金融機關、日本銀行立川代理店
- 三菱東京UFJ銀行
- 三井住友銀行
- 里索那銀行
- 群馬銀行
- 東京都民銀行（日语：東京都民銀行）
- 山梨中央銀行
- 花旗銀行
- 東日本銀行（日语：東日本銀行）
- 東京之星銀行

信託銀行
- 三菱UFJ信託銀行
- 三井住友信託銀行

協同組織金融機關
- 西武信用金庫（日语：西武信用金庫）
- 青梅信用金庫（日语：青梅信用金庫）
- 多摩信用金庫（日语：多摩信用金庫）…本店設於立川市。立川市指定代理金融機關（日语：指定代理金融機関）
- 飛鳥信用組合（日语：あすか信用組合）
- 大東京信用組合（日语：大東京信用組合）
- 警視廳職員信用組合（日语：警視庁職員信用組合）
- 東京消防信用組合（日语：東京消防信用組合）
- Hana用組合（日语：ハナ信用組合）
- 中央勞動金庫（日语：中央労働金庫）

農協、生協
- 東京都信用農業協同組合聯合會（日语：東京都信用農業協同組合連合会）（JA銀行東京信連）…本店位於立川市。
- 東京綠色農業協同組合（日语：東京みどり農業協同組合）
- 全勞濟（日语：全国労働者共済生活協同組合連合会）

商店街
- 立川站
  - 立川南口伊呂波通商店街
  - 立川南口鈴蘭商店街

## 交通

### 鐵路
東日本旅客鐵道
- 中央線快速：立川站
- 青梅線：立川站 - 西立川站
- 南武線：立川站 - 西國立站

西武鐵道
- 拜島線：玉川上水站 - 武藏砂川站 - 西武立川站

多摩都市單軌電車
- 多摩都市單軌電車線：柴崎體育館站 - 立川南站 - 立川北站 - 高松站 - 立飛站 - 泉體育館站 - 砂川七番站

### 巴士
- 路線巴士

立川巴士、西武巴士、京王巴士
- 高速巴士

立川巴士、東京空港交通、成田空港交通、京濱急行巴士、山陽電鐵、南海巴士、千曲巴士、西武バス、西日本JR巴士
- 聯絡巴士（コミュニティバス）

巡迴巴士（くるりんバス）

### 道路
以下為市內通行的道路與橋樑。
市內並沒有高速公路，但很多形成的大範圍交通網路的主要地方道路都有通過，因此形成工商業發達的主要原因。

#### 高速公路
- 並沒有在市內通行的路線，市的南方有中央自動車道通過。距離國立府中交流道、八王子交流道很近。

#### 都道
- 主要地方道
  - 東京都道7號杉並秋留野線（日语：東京都道7号杉並あきる野線）（五日市街道）
  - 東京都道16號立川所澤線（日语：東京都道・埼玉県道16号立川所沢線）（立川通（日语：東京都道・埼玉県道16号立川所沢線））
  - 東京都道29號立川青梅線（日语：東京都道29号立川青梅線）（奧多摩街道（日语：東京都道29号立川青梅線）、新奧多摩街道（日语：東京都道29号立川青梅線））
  - 東京都道43號立川東大和線（日语：東京都道43号立川東大和線）（芋窪街道（日语：東京都道43号立川東大和線））
  - 東京都道55號所澤武藏村山立川線（日语：埼玉県道・東京都道55号所沢武蔵村山立川線）
  - 東京都道59號八王子武藏村山線（日语：東京都道59号八王子武蔵村山線）
- 一般都道
  - 東京都道145號立川國分寺線（日语：東京都道145号立川国分寺線）
  - 東京都道149號立川日野線（日语：東京都道149号立川日野線）
  - 東京都道153號立川昭島線（日语：東京都道153号立川昭島線）
  - 東京都道162號三木八王子線（日语：東京都道162号三ツ木八王子線）
  - 東京都道256號八王子國立線（日语：東京都道256号八王子国立線）（甲州街道、舊國道20號）
  - 東京都道503號相模原立川線（日语：神奈川県道・東京都道503号相模原立川線）

### 橋梁
自上游而下
- 多摩川
  - 立日橋（日语：立日橋）（東京都道149號立川日野線/多摩都市單軌電車）
  - 日野橋（日语：日野橋）（東京都道256號八王子國立線）

### 機場
- 立川飛行場（日语：立川飛行場）（陸上自衛隊立川駐屯地（日语：立川駐屯地））

## 城際交流

### 日本國內
- 長野縣大町市（1991年3月25日締結為姐妹市）

### 海外
- 美国加利福尼亞州聖貝納迪諾（1959年12月23日締結為姐妹市）

## 地方媒體
- 地方廣播
  - FM Radio立川（日语：エフエムラジオ立川）
- 有線電視
  - J:COM多摩（日语：ジェイコム多摩）

## 著名的關係人物

### 文化
- 小澤征爾－指揮（在戰時疏散前有一段時間在籍）
- 佐橋俊彦－作曲家
- 後藤仁－日本畫家

### 藝人
- 三浦友和－演員
- 宇都宮隆－音樂家、TM NETWORK成員
- 木根尚登－音樂家、TM NETWORK成員
- 信田美帆－藝人
- 小川範子－女演員・歌手
- 拜田洋子（はいだしょうこ）－歌手、節目「與媽媽一起」（おかあさんといっしょ）第19代「歌唱大姊姊」（うたのおねえさん）[9]）
- 真木藏人－演員
- 原田泰造－搞笑藝人、搞笑團體海王星（ネプチューン）成員。
- Sowelu－歌手

### 運動
- 古屋剛－職業棒球選手
- 四元奈生美－職業卓球選手
- 泉川正幸－前日本男子排球選手
- （本名：宍戸江利花）－女子職業摔角手

### 其他領域
- 梅津彌英子－富士電視台播報員
- 梅澤由香里－女子圍棋棋士
- 西又葵－插畫畫家
- （本名：板谷宏一）－作家
- 艾倫·海爾－天文學者，海爾-博普彗星發現者

## 其他相關項目
- 真言宗立川流（たちかわりゅう）

## 備註
1. ↑  為了反對立川基地擴張，所發生的抗議事件，詳見日文維基條目砂川事件
2. ↑  東京都編集『東京都の昼間人口2005』平成20年発行144,145ページ
3. ↑  立川市. . 2009-04-15  [2009-04-20]. （原始内容存档于2012-01-27）.
4. ↑  「ウド栽培に新境地　『立川こまち』育てる　山下明さん 的存檔，存档日期2014-11-29.」『東京新聞』2010年3月29日。
5. ↑  台灣也有迷你網球，香港則稱之為小型網球，在台灣與香港都是使用海綿球。
6. ↑  日本學校一般都是三學期制，但近年有部分學校或地區開始實施兩學期制，請參考日文維基條目：學期
7. ↑  日本的大學校是指非日本政府文部科學省所管轄，實施大學程度教育的教育機構，通常是國立或公立，請參考日文維基條目：大學校
8. ↑  此巴士體積小，類似台灣社區巴士
9. ↑  是日本NHK一個長壽兒童節目，以尚未上學的兒童為對象，是其中一個角色，請參見日文維基條目：與媽媽一起（日语：おかあさんといっしょ）、歌唱大姊姊（日语：うたのおねえさん）

## 外部連結
行政
- 立川市官方網頁（简体中文）

觀光
- 立川觀光協會 （页面存档备份，存于）（日語）
  - 立川百選（立川觀光協會）（日語）
- 立川ART （页面存档备份，存于）（日語）